# Dean Koolhof
Dean Koolhof (Duiven, 15 december 1994) is een voormalig Nederlands voetballer die doorgaans speelde als middenvelder. Tussen 2013 en 2020 was hij actief voor De Graafschap, MVV Maastricht en Helmond Sport. Hij is een zoon van oud-voetballer en -voetbaltrainer Jurrie Koolhof en een broer van tennisser Wesley Koolhof.

## Clubcarrière
Koolhof werd geboren in Duiven en ging spelen in de jeugdopleiding van De Graafschap. Bij die club brak de vleugelaanvaller ook door, toen hij in de zomer van 2013 overgeheveld werd naar de eerste selectie. Coach Pieter Huistra liet hem op 16 augustus debuteren, toen er met 1–1 gelijkgespeeld werd op bezoek bij Helmond Sport. Koolhof begon op de bank en mocht dertien minuten voor tijd invallen voor Vlatko Lazić. Zijn eerste doelpunt maakte hij op 24 januari 2014, toen hij de gelijkmaker maakte op bezoek bij Almere City (1–1). Koolhof liep in de eerste thuiswedstrijd van De Graafschap in het seizoen 2015/16, op zaterdag 15 augustus tegen PEC Zwolle (0–3), een zware liesblessure op. Hij werd geopereerd en revalideerde vervolgens op Sportcentrum Papendal. In de zomer van 2017 tekende Koolhof een tweejarig contract bij MVV Maastricht. Een jaar later verkaste hij naar Helmond Sport. Hij tekende een contract voor twee jaar met de optie voor één seizoen extra. In 2020 zette hij een punt achter zijn professionele voetballoopbaan.

## Clubstatistieken
| Seizoen | Club           | Competitie     | Competitie | Competitie | Beker | Beker | Internationaal | Internationaal | Nacompetitie | Nacompetitie | Totaal | Totaal |
| Seizoen | Club           | Competitie     | Wed.       | Dlp.       | Wed.  | Dlp.  | Wed.           | Dlp.           | Wed.         | Dlp.         | Wed.   | Dlp.   |
| ------- | -------------- | -------------- | ---------- | ---------- | ----- | ----- | -------------- | -------------- | ------------ | ------------ | ------ | ------ |
| 2013/14 | De Graafschap  | Eerste divisie | 18         | 5          | 0     | 0     | —              | —              | 4            | 3            | 22     | 8      |
| 2014/15 | De Graafschap  | Eerste divisie | 12         | 3          | 0     | 0     | —              | —              | 4            | 0            | 16     | 3      |
| 2015/16 | De Graafschap  | Eredivisie     | 13         | 0          | 0     | 0     | —              | —              | 1            | 0            | 14     | 0      |
| 2016/17 | De Graafschap  | Eerste divisie | 26         | 4          | 1     | 0     | —              | —              | —            | —            | 27     | 4      |
| 2017/18 | MVV Maastricht | Eerste divisie | 24         | 3          | 1     | 0     | —              | —              | 1            | 0            | 26     | 3      |
| 2018/19 | MVV Maastricht | Eerste divisie | 1          | 0          | 0     | 0     | —              | —              | —            | —            | 1      | 0      |
| 2018/19 | Helmond Sport  | Eerste divisie | 18         | 0          | 1     | 0     | —              | —              | —            | —            | 19     | 0      |
| 2019/20 | Helmond Sport  | Eerste divisie | 22         | 2          | 1     | 0     | —              | —              | —            | —            | 23     | 2      |
| Totaal  | Totaal         | Totaal         | 134        | 17         | 4     | 0     | 0              | 0              | 10           | 3            | 148    | 20     |